# Nele Kantule
Nele Kantule (también conocido como Iguaibilikinya; Puturgandí, 1868 - Ustupu - Estados Unidos de Colombia; 1 de septiembre de 1944 - Ustupu - República de Panamá) fue un erudito y líder indígena guna, gestor de la revolución guna de 1925.

## Primeros años
Su padre fue Inauelipinele (quien falleció cuando tenía seis años) y su madre fue Igua Wigdidili (falleció cuando tenía 11 años). 
De joven se interesó en la historia de los gunas y escuchaba a los ancianos reunidos en el Onmaked Nega (congreso). A los 17 años viajó al Cerro Tacarcuna (Takarkunayala, tierra ancestral para los gunas) y a la comunidad de Wala, conociendo a los sabios de la zona. Luego se dirigió a la zona de Madugandí y después de dos años de haber salido de Puturgandí, regresó para casarse con Iguasoguiguili. De su matrimonio tuvo nueve hijos: Wagadiwigdidily Kantule, Olowignipi Kantule, Alfred Kantule, Joseph Kantule, José Kantule, Victoria Kantule, Carolina Kantule, Emiliano Kantule (1912 - 1997) y Nelita Kantule (fallecida en marzo de 2013).
A la edad de 21 años se trasladó a la región de Ibgigundiwar y Makilagundiwar, en Colombia. En ese viaje, se instruyó más sobre historia guna, historia de Colombia e historia universal, además de cultura no guna.

## Labor como dirigente
Nele Kantule creó una escuela tradicional para jóvenes e instruirles sobre historia guna. Además, aprende sobre medicina guna, especializándose en botánica. A los 28 años fue nombrado Sapin Dummad de la comunidad por el sáhila Yahigunabaler.
A comienzos de la década de 1900, la comunidad sufrió una inundación y fue azotada por una plaga de mosquitos. Tanto Yahigunabaler como Nele Kantule decidieron trasladar temporalmente la población de Puturgandí a la isla de Narganá (Yandup), para luego mudarse a la isla de Ustupu. Este último traslado se realizó entre finales de 1903 y comienzos de 1904.
Luego en 1911 Ustupu fue azotado por un incendio, por lo que Yahigunabaler decidió trasladar la comunidad a Gusebgandub, pero muchos se opusieron al cambio, entre ellos Nele Kantule, por lo que éste decidió quedarse en Ustupu y fue nombrado como nuevo sáhila.
Nele Kantule recibió muchas visitas debido a su fama como vidente, y se le conoció entre los gunas como Nele Wardad.

## Revolución guna
Tras la reconstrucción de Ustupu, en 1921 estallaron los enfrentamientos entre los gunas y la policía nacional panameña en la isla de Narganá y en Río Azúcar, debido a que los policías estaban prohibiendo a las mujeres vestirse de mola y a practicar fiestas gunas.
Nele Kantule comenzó a ver un gran éxodo de gunas a Ustupu y en 1923 viajó a Ailigandí para visitar al anciano sáhila Simral Colman (Olokindibipilele), con el fin de conocer la situación y buscar consejo de éste. En el primer encuentro, no tuvo apoyo de Simral pero luego se hizo una nueva reunión, donde Nele Kantule invocando a sus ancestros, logra su objetivo. Nele siendo más joven que Simral, se le dio la tarea de preparar una revolución indígena.
En 1924, tras una reunión de grandes líderes de la región se tomó la decisión de alzar en armas y Nele había preparado a varios jóvenes de Ustupu para ello. La sede de la revolución se establecería en Ailigandí, trasladando la población a Orwila.
Nele nombró al abuelo Olotebilikinya como líder de la avanzada y el 21 de febrero de 1925, se inició la lucha contra los policías panameños. Tras la revolución, el gobierno panameño decidió aceptar las condiciones de los indígenas de no ser occidentalizados a la fuerza, a cambio de la renuncia de las armas, hecho que se concretó en un acuerdo el 4 de marzo de 1925.

## Tras la revolución
Tras la muerte de Simral Colman el 5 de agosto de 1929, Nele Kantule fue nombrado sáhila de todos los pueblos gunas de la comarca.
En 1932 firmó un convenio laboral con el general Preston Brown, comandante de la Zona del Canal de Panamá, para que los gunas pudiesen laborar en las bases militares estadounidenses acantonadas de la zona.
En 1944, luego de viajar a Madugandí, contrajo una enfermedad que le provocó su muerte el 1 de septiembre en Ustupu. Fue velado y luego enterrado el 3 se septiembre, no obstante, se considera su fecha de entierro como el de fallecimiento, y a través de la Ley 32 de 1965, cada 3 de septiembre es un día feriado a nivel comarcal.